# Nokian Pyry
Nokian Pyry (NoPy) ist ein finnischer Eishockeyklub aus Nokia. Die Mannschaft spielt in der Suomi-sarja und trägt ihre Heimspiele in der Nokian jäähalli aus.

## Geschichte
Die Mannschaft trat erstmals überregional in Erscheinung, als sie in der Saison 2008/09 den Aufstieg aus der viertklassigen II-divisioona in die drittklassige Suomi-sarja erreichte. Seither konnte sich die Mannschaft in der Suomi-sarja etablieren.   